# Essendon Bombers
Essendon Bombers är en professionell australisk fotbollsklubb från Melbourne, Victoria. Klubben tävlar i Australian Football League.

## Klubblåt
| Engelsk originaltext | Svensk översättning |
| --- | ------------------- |
| See the Bombers fly up, up! To win the Premiership flag. Our boys who play this grand old game, Are always striving for glory and fame! See the Bombers fly up, up, The other teams they don't fear, They all try their best, But they can't get near, As the Bombers fly up! |                     |